# Hennediella acletoi
Hennediella acletoi är en bladmossart som beskrevs av Richard Henry Zander 1993. Hennediella acletoi ingår i släktet Hennediella och familjen Pottiaceae. Inga underarter finns listade i Catalogue of Life.